# Sterculioideae
Classification APG II (2003)
Sous-famille
Sterculioideae est le nom botanique d'une sous-famille de Malvacées. Selon Kubitzki & Bayer, The families and genera of vascular plants, Vol. 5 (2003) elle comprend 12 genres:
- Acropogon
- Brachychiton
- Cola
- Firmiana
- Franciscodendron
- Heritiera
- Hildegardia
- Octolobus
- Pterocymbium
- Pterygota
- Scaphium
- Sterculia